# Stockport
Stockport város az Egyesült Királyságban, Angliában, Manchester délkeleti határában. Lakossága 136 ezer fő volt 2001-ben.
Az eredetileg mezőgazdasági vásárvárosból a 19. században gyapotfonó központ lett. Ma a város legfontosabb gazdasági ága a gépipar.
Egy több mint 30 méter magas, 22 nyílású vasúti viadukt ível át a városon keresztülfolyó Mersey fölött.

## Nevezetes szülöttei
- Ted Allbeury (1917–2005), szerző
- George Back (1796–1878), tengerész
- Peter Boardman (1950–1982), hegymászó, író
- Isaac Watt Boulton (1823–1899), mérnök
- Ryan Crowther (* 1988), focista
- Clifford Hugh Douglas (1879–1952), mérnök
- Geoff Downes (* 1952),
- Norman Foster (* 1935), építész
- William Garbutt (1883–1964), focista, edző
- Mark Gillespie (* 1970), énekes
- John Goto (* 1949), művész
- Anthony Kappes (* 1973),
- Michael Keane (* 1993), focista
- Horace Lamb (1849–1934),
- Charles Webster Leadbeater (1847–1934),
- Alfred Lomas (* 1928), politikus
- Paul Manning (* 1974),
- Wayne McGregor (* 1970), koreográfus
- Tyrone Mears (* 1983), focista
- Paul Morley (* 1957), zenész
- Tony O'Shea (* 1961),
- Fred Perry (1909–1995),
- Danny Pugh (* 1982), focista
- Brian Rawlinson (1921–2000), színész
- Sabrina  (* 1936), színésznő
- Daz Sampson (* 1974), zenész
- Peter Snape (* 1942), politikus
- Simon Stephens (* 1971), drámaíró
- Steve Thomas (* 1963), jégkorong-játékos és edző
- Joseph Whitworth (1803–1887), mérnök
- Frederic Calland Williams (1911–1977), mérnök
- Nathan Aspinall (*1991), világbajnoki elődöntős dartsjátékos